# 贝奥哈里
贝奥哈里（Beohari），是印度中央邦Shahdol县的一个城镇。总人口20013（2001年）。

## 人口
该地2001年总人口20013人，其中男性10623人，女性9390人；0—6岁人口2946人，其中男1570人，女1376人；识字率63.66%，其中男性为72.37%，女性为53.80%。